# ピパ属
ピパ属（ピパぞく、Pipa）はピパ科に属するカエルの属の一つ。この属の基準種（分類体系において、ある属を認識・確定するための基準となる種のこと）はピパ（P. pipa）である。

## 分布
分布域は南米大陸北部である。また、ピパ科に属する他の属は全てアフリカ大陸に分布している。

## 形態
小型の種（ドワーフピパ）で5cm程、大型の種（ピパ）では15cm程度に達する。水生であるため、体は扁平で後肢と趾間の水掻きが非常に発達し、側線系を有する。頭部は三角形で、小さな目が比較的高い位置につく。指先が星状の感覚器になっており、また、ツメガエル類と同様に趾先に爪を有する種も存在する。

## 生態
ピパ類は全て完全な水生であり、河川や池沼に生息する。大雨により水が濁ってしまったときは、上述した指先の感覚器を用いて泥の中から餌を探り出す。水面に浮上するのは基本的に呼吸のときだけである。また、ピパ類はその特徴的な繁殖様式で有名である。複雑な求愛行動の後に、例えばピパでは、卵は雌の背中に産み込まれたままそこで変態を完了する。カルバルホピパでは、卵は雌の背中に産み込まれはするが、幼生の段階で出てきてしまう。また、ピパ属の幼生は濾過摂食型である。

## 下位分類
現生種7種が知られている。
- アラバルピパ P. arrabali
- ギアナピパ P. aspera
- カルバルホピパ P. carvalhoi
- パナマピパ P. myersi
- ドワーフピパ（コガタピパ） P. parva
- ピパ（コモリガエル） P. pipa
- レッサーピパ（ベレムピパ）  P. snethlageae

## 系統関係
- 他の属との系統関係

最近の研究では、ピパ科に属する5つの属の分岐順序で、ピパ属は2番目に分岐するという系統解析の結果が得られている(Frost et al., 2006)。しかしながら、ピパ属が最後に分岐する結果や、二股分岐の系統樹を得た研究も存在している。
- 下位分類群の系統関係

下位分類群、7種の系統関係としては、先ずドワーフピパとパナマピパのグループと、それ以外の種のグループとに分かれ、後述したグループ内5種が順に、カルバルホピパ、ギアナピパ、アラバルピパ、そして最後に、レッサーピパとピパとに分岐するといった結果を得ている研究がある(Trueb et Massemin, 2001)。